# Sucessão em empresa familiar
Empresa familiar é aquela que tem um vínculo histórico e de origem com uma família, ou que mantém membros da família na administração da organização, e estabelece relações de confiança mútua entre os integrantes da empresa.
Sucessão é palavra oriunda do latim successio, derivado de seccedere, que dá ideia de troca entre titulares ou, na definição de Savigny, "um cambio meramente subjetivo em relação de direitos". Transmite a palavra a ideia de afastamento de pessoa, das relações jurídicas e, em seu lugar, a continuação por outra em todos os deveres e direitos.
A sucessão familiar é um processo através do qual a família e a empresa decidem o futuro da empresa. Esse plano inclui etapas sobre: a participação da família na empresa; planejamento estratégico para a família e a empresa, para o desenvolvimento de liderança dos sucessores, para o futuro do patrimônio em relação ao proprietário, e os sucessores; e um programa de desligamento gradual do líder de seu desenvolvimento ativo nas operações da empresa.

## Empresa familiar no Brasil
As empresas familiares são caracterizadas pelo processo de sucessão hereditária de uma ou mais famílias. No Brasil vivem em média 9 anos enquanto as empresas não familiares tem uma média de 12 anos, e 30% destas empresas são bem sucedidas no processo de sucessão do poder para a segunda geração e 5% chegam a terceira geração.As empresas familiares no Brasil representam cerca de 90% das empresas não estatais e 99% dos negócios são originados de empresas familiares, os quais  absorvem mão de obra, geração de emprego e renda, empregando mais de 60% da força de trabalho disponível.

## Processo sucessório na empresa familiar
A palavra processo caracteriza a necessidade de atividades programadas, onde cada segmento envolvido tenha uma responsabilidade e um papel a desempenhar na continuidade do negócio. 
No processo são tratadas por ordem de importância relativa as seguintes partes:
- Sucedido (s), fundador (es), sócio (s)
- Sucessor (es): filho (s), genro (s), nora (s), funcionário (s), cônjuge (s);
- Família: cônjuge, filhos, genros, noras;
- Empresa: funcionário;
- Mercado: clientes, fornecedores, concorrentes;
- Comunidade: social, política, econômica.

### Tipos de processos

#### Sucessão familiar
A sucessão familiar acontece quando uma geração abre espaço para que outra assuma o comando. Esse tipo de transição entre gerações é o que tem recebido maior ênfase nas empresas familiares. Nesse tipo de sucessão, o controle da empresa passa às mãos de um membro da família: a geração seguinte assume o lugar deixado pelo sucedido. Esta característica é chamada no Direito de jus sanguinis, baseada na comunidade de sangue.
As principais vantagens e desvantagens da sucessão familiar são:
| Vantagens | Desvantagens |
| --- | --- |
| - O controle da empresa permanece com a família; - Agilidade e flexibilidade na implementação das ações no processo decisório; - Interesse societário do sucessor nos resultados da empresa; - Possibilidade de treinamento mais extenso e intenso; - Sistemas de remuneração melhorados; - O sucedido ter poder de comando sobre o sucessor; e - O sucessor ter um maior espírito de família. | - Possibilidade de disputa de poder entre membro da família; e - Dificuldade de tirar o executivo sucessor do cargo; - Dificuldade do sucessor em desempenhar diferentes papéis. |

#### Sucessão profissional
Profissionalizar significa criar competência nas pessoas e nas organizações.
A sucessão profissional é aquela na qual executivos contratados passam a ocupar os cargos diretivos da empresa familiar e os representantes da família ficam em um Conselho, que pode ou não atuar como um Conselho de Administração.
As principais vantagens e desvantagens da sucessão profissional são:
| Vantagens | Desvantagens |
| --- | --- |
| - Facilidade no recrutamento e seleção de um executivo com o perfil desejado - Troca de experiências e conhecimentos do executivo profissional com a empresa; - Adoção de novos estilos e filosofias de administração; e - Maior facilidade na necessidade de troca de executivos. | - A nova forma de administração ser contrastante com a cultura de empresa; e - Maior facilidade em se perder o executivo. |

## Planejamento do processo sucessório[5]
* Preparo do sucedido: plano empresarial de longo prazo com o sucessor; definição de critérios de escolha sobre o perfil do sucessor; desenvolvimento de alternativas de negócios fora da empresa para desenvolver os herdeiros; desenvolvimento de alternativas e estilo de vida da empresa;
* Preparo do sucessor: período inicial de experiência em empresas desvinculadas dos negócios da família, seguido de posterior estágio nas empresas do grupo para conhecer as diversas áreas da própria empresa; desenvolvimento da liderança; treinamento acadêmico continuado para formação intelectual;
* Preparo da família: reunião formal com todos os membros atuantes da família para discussão de questões da empresa, entre estas, problemática da sucessão, e comunicar todas as decisões tomadas aos demais familiares; desenvolvimento profissional por parte destes para ter o respeito dos parentes, empregados, clientes e fornecedores;
* Preparo da empresa: profissionalização; modificações societárias; preparação do grupo para as mudanças; administração das resistências; escolha da fase estável da empresa para a sucessão; comunicação com os empregados-chave.

## Processo sucessório na prática: A sucessão da Gerdau
O processo sucessório da empresa Gerdau ocorrido no ano de 2006 foi planejado e estruturado. O empresário Jorge Gerdau Johannpeter tinha que ceder a presidência da empresa ao filho André Bier Gerdau Johannpeter, de 44 anos, ou ao sobrinho Claudio Gerdau Johannpeter, de 43 anos. Jorge permaneceu à frente do grupo durante duas décadas, e depois ficou apenas no conselho de administração, ao lado dos irmãos Frederico, Klaus e Germano. Esse conselho foi quem tomou a decisão final sobre o nome do novo presidente. O planejamento sucessório iniciou no ano 2000 e foi realizado com o apoio de cinco consultorias internacionais – a McKinsey, as empresas de headhunting Russell Reynolds e Egon Zehnder, o americano John Davis, especialista em empresas familiares, e o chileno Jon Martínez, que também já apoiou outras empresas brasileiras.
André e Claudio tornaram-se finalistas do processo de avaliação que tinha uma lista de 20 candidatos, em que apenas três eram da família. Após dois anos trabalhando, as consultorias participantes do processo indicaram quatro finalistas: André, Claudio e os vice-presidentes Osvaldo Schirmer e Paulo Vasconcellos. Os quatro tornaram-se integrantes do comitê executivo, composto ainda de outros cinco nomes (inclusive o de Jorge). A nomeação para esse comitê foi um importante passo na transição de poder dentro da Gerdau. Aproximou os possíveis sucessores ao conselho de administração do grupo e também deu ao novo presidente o auxílio no início de sua gestão de outros executivos experientes e preparados.
André e Claudio tem um perfil discreto e ambos começaram a trabalhar aos 16 anos como auxiliares na linha de produção de pregos da Gerdau. E após seguiram caminhos diferentes dentro da organização. Claudio assumiu a responsabilidade pela atividade industrial da empresa e conhece profundamente o negócio de aços industriais. André foi para os Estados Unidos em 2002 para comandar a Ameristeel, onde teve que enfrentar dificuldades. Uma delas foi a greve de funcionários – primeira na história da organização. E a outra foi aprender negócios em um mercado pulverizado. Enquanto no Brasil tinha três empresas de aço, nos Estado Unidos eram três por cidade. André voltou ao Brasil em janeiro de 2016 e Claudio foi indicado como presidente do conselho da espanhola Sidenor, adquirida em novembro de 2005. Esse movimento foi realizado para desenvolver as habilidades que não tinham sido testadas dos herdeiros. No caso de André, o comando de uma operação maior que a americana e no de Claudio, a experiência internacional. Ambos ficaram no Brasil porque Jorge queria que estivessem perto do conselho na fase final da avaliação.
O escolhido para ocupar a posição de presidente foi André. A comunicação foi feita por Jorge durante uma reunião do conselho da empresa em agosto de 2006, em que Claudio também estava presente. O novo presidente, além de substituir Jorge, tem a missão de dar continuidade ao processo de internacionalização da companhia. Em 1983, quando Jorge assumiu a presidência no lugar do pai, Curt Johannpeter, o grupo tinha apenas uma usina no exterior, e foi Jorge que deu início a expansão da empresa para o mercado exterior. E André também tem a missão de resolver algumas dificuldades no concorrido mercado de aço. Para o crescimento da organização a médio e longo prazo há a necessidade de resolver duas questões: entrar ou não no mercado de aços planos, usados em montadoras e fábricas de eletrodomésticos, e ampliar ou não a presença internacional no segmento de aços especiais. Em uma empresa em que por mais de um século de história nunca obteve um balanço no vermelho, permanecer com essa eficiência na gestão é um grande desafio, e tal desenvolvimento deve ser mantido pelo novo presidente.